# كينتو هودو
كينتو هودو (باليابانية: 兵藤 健斗) (مواليد 19 سبتمبر 2000) هو لاعب كرة قدم ياباني.

## وصلات خارجية
- كينتو هودو على موقع رابطة كرة القدم اليابانية للمحترفين (اليابانية)
- كينتو هودو على موقع قاعدة بيانات كرة القدم.إي يو (الإنجليزية)
- كينتو هودو على موقع عالم كرة القدم.نت (الإنجليزية)